# 金鐘獎人文紀實節目獎得獎列表
金鐘獎人文紀實節目獎是由文化部影視及流行音樂產業局在臺灣舉辦的現行頒發獎項，1984年首屆金鐘獎設教育文化節目獎，2017年改人文紀實節目獎。

## 歷屆得獎暨入圍名單
|  | 獲獎者 |

### 教育文化節目獎（第19屆～第34屆）
| 年度 （屆數）   | 電視作品                                                           |
| --------------- | ------------------------------------------------------------------ |
| 1984 （第19屆） | 《大地之頌》／臺灣電視事業股份有限公司                             |
| 1984 （第19屆） | 《天涯若比鄰》／中華電視台                                         |
| 1984 （第19屆） | 《柯先生與紀小姐》／光啟文教視聽節目服務社                         |
| 1985 （第20屆） | 《放眼看天下》／中華電視台                                         |
| 1985 （第20屆） | 《柯先生與紀小姐》／光啟文教視聽節目服務社                         |
| 1985 （第20屆） | 《無盡的福澤》／中華電視台                                         |
| 1986 （第21屆） | 《每日一字》／中華電視台                                           |
| 1986 （第21屆） | 《放眼看天下》／中華電視台                                         |
| 1986 （第21屆） | 《畫我家鄉》／太國影視事業股份有限公司                             |
| 1987 （第22屆） | 《花間之歌》／中國電視公司                                         |
| 1987 （第22屆） | 《台灣的生物世界系列》／尖端攝影綜藝有限公司                       |
| 1987 （第22屆） | 《畫我家鄉》／太國影視事業股份有限公司                             |
| 1988 （第23屆） | 《弦歌樂舞說戲曲》／中國電視公司                                   |
| 1988 （第23屆） | 《世界真奇妙》／臺灣電視公司                                       |
| 1988 （第23屆） | 《台灣的生物世界系列》／尖端攝影綜藝有限公司                       |
| 1989 （第24屆） | 《台灣的生態－沼澤》／財團法人廣播電視事業發展基金公視節目製播組   |
| 1989 （第24屆） | 《人之初－蛻變的青春》／財團法人廣播電視事業發展基金公視節目製播組 |
| 1989 （第24屆） | 《榕樹、杜鵑、台北城》／三一股份有限公司                           |
| 1990 （第25屆） | 《大地的脈搏》／財團法人廣播電視事業發展基金公共電視節目製播組     |
| 1990 （第25屆） | 《八千里路雲和月》／臺灣電視公司                                   |
| 1990 （第25屆） | 《榕樹 杜鵑 台北城》／中央電影公司                                 |
| 1991 （第26屆） | 《法窗夜語》／財團法人廣播電視事業發展基金公共電視節目製播組       |
| 1991 （第26屆） | 《天涯赤子心》／財團法人廣播電視事業發展基金公共電視節目製播組     |
| 1991 （第26屆） | 《繞著地球跑》／中國電視公司                                       |
| 1992 （第27屆） | 從缺                                                               |
| 1992 （第27屆） | 《八千里路雲和月》／臺灣電視公司                                   |
| 1992 （第27屆） | 《台灣的生物世界》／財團法人廣播電視事業發展基金公共電視節目製播組 |
| 1992 （第27屆） | 《舞在中國》／中華電視公司                                         |
| 1993 （第28屆） | 《生活映象》／臺灣電視公司                                         |
| 1993 （第28屆） | 《大陸尋奇》／中國電視公司                                         |
| 1993 （第28屆） | 《繞著地球跑》／中國電視公司                                       |
| 1995 （第30屆） | 《大陸尋奇》／中國電視公司                                         |
| 1995 （第30屆） | 《大地之愛》／廣電基金                                             |
| 1995 （第30屆） | 《溫馨傳情》／中國電視公司                                         |
| 1997 （第32屆） | 《台灣生態顯影》／廣電基金                                         |
| 1997 （第32屆） | 《孔子的故事》／中華電視公司                                       |
| 1997 （第32屆） | 《台灣念真情》／聯意製作公司                                       |
| 1997 （第32屆） | 《台灣探險隊》／新衛傳播公司                                       |
| 1997 （第32屆） | 《親心識我心》／中國電視公司                                       |
| 1999 （第34屆） | 《作家身影》／臺灣電視事業股份有限公司                             |
| 1999 （第34屆） | 《民視書坊》／民間全民電視股份有限公司                             |
| 1999 （第34屆） | 《軌道傳奇》／財團法人公共電視文化事業基金會                       |
| 1999 （第34屆） | 《畫說台灣》／民間全民電視股份有限公司                             |
| 1999 （第34屆） | 《舊情綿綿》／財團法人公共電視文化事業基金會                       |

### 教科文節目獎（第35屆）
| 年度 （屆數）   | 電視作品                                         |
| --------------- | ------------------------------------------------ |
| 2000 （第35屆） | 《作家身影系列永遠的台北人-白先勇》／            |
| 2000 （第35屆） | 《大愛新聞雜誌》／大愛衛星電視股份有限公司       |
| 2000 （第35屆） | 《台灣能不能系列》／東森行銷顧問公司             |
| 2000 （第35屆） | 《向大地震學習》／財團法人公共電視文化事業基金會 |
| 2000 （第35屆） | 《航向宇宙深處》／承新傳播有限公司               |

### 文教資訊節目獎（第36屆～第40屆）
| 年度 （屆數）   | 電視作品                                             |
| --------------- | ---------------------------------------------------- |
| 2001 （第36屆） | 《草地狀元》／三立電視股份有限公司                   |
| 2001 （第36屆） | 《文學風景》／財團法人公共電視文化事業基金會         |
| 2001 （第36屆） | 《打造新故鄉》／台灣電視公司                         |
| 2001 （第36屆） | 《城市的遠見》／財團法人公共電視文化事業基金會       |
| 2001 （第36屆） | 《震起的台灣》／麥克強森傳播事業(股)公司             |
| 2002 （第37屆） | 《珍藏台灣》／東森華榮傳播事業股份有限公司           |
| 2002 （第37屆） | 《大陸尋奇》／中國電視事業股份有限公司               |
| 2002 （第37屆） | 《台灣尚美》／東森華榮傳播事業股份有限公司           |
| 2002 （第37屆） | 《我們的島》／財團法人公共電視文化事業基金會         |
| 2002 （第37屆） | 《畫說台灣》／畫說台灣文化事業有限公司               |
| 2003 （第38屆） | 《台灣百年人物誌》／財團法人公共電視文化事業基金會   |
| 2003 （第38屆） | 《世界非常奇妙》／中國電視事業股份有限公司           |
| 2003 （第38屆） | 《紀錄觀點》／財團法人公共電視文化事業基金會         |
| 2003 （第38屆） | 《經典》／大愛衛星電視股份有限公司                   |
| 2003 （第38屆） | 《蒲公英的天空》／佛光傳播事業股份有限公司           |
| 2004 （第39屆） | 《世紀女性台灣風華》／女視界製作有限公司             |
| 2004 （第39屆） | 《聽聽看》／財團法人公共電視文化事業基金會           |
| 2004 （第39屆） | 《今天不讀書》／財團法人公共電視文化事業基金會       |
| 2004 （第39屆） | 《超級大富翁-開運大作戰》／台灣電視事業股份有限公司  |
| 2004 （第39屆） | 《一步一腳印-發現新台灣》／聯意製作股份有限公司      |
| 2005 （第40屆） | 《甜甜的所在》／愛達普生影像製作行銷傳播股份有限公司 |
| 2005 （第40屆） | 《一步一腳印 發現新台灣》／台灣電視事業股份有限公司  |
| 2005 （第40屆） | 《台灣長史物》／客家電視                             |
| 2005 （第40屆） | 《狂飆的世代-台灣學運》／財團法人華岡興業基金會      |
| 2005 （第40屆） | 《聽聽看》／公共電視文化事業基金會                   |

### 教育文化節目貢獻獎（第41屆、第42屆）
| 年度 （屆數）   | 電視作品                                                 |
| --------------- | -------------------------------------------------------- |
| 2006 （第41屆） | 《台灣古道誌》／大麥影像傳播工作室                       |
| 2006 （第41屆） | 《台灣長史物》／客家電視台                               |
| 2006 （第41屆） | 《回首台灣報業》／財團法人公共電視文化事業基金會         |
| 2006 （第41屆） | 《海人》／東森電視事業股份有限公司                       |
| 2006 （第41屆） | 《戰疫-台灣流行疾病》／財團法人華岡興業基金會            |
| 2007 （第42屆） | 《新世代觀察家Ⅱ》／視群傳播事業有限公司                  |
| 2007 （第42屆） | 《101 高峰會》／聯意製作股份有限公司                     |
| 2007 （第42屆） | 《一步一腳印 發現新台灣》／聯意製作股份有限公司          |
| 2007 （第42屆） | 《打拚－台灣人民的歷史》／財團法人公共電視文化事業基金會 |
| 2007 （第42屆） | 《看見台灣》／東森電視事業股份有限公司                   |

### 教育文化節目獎（第43屆～第51屆）
| 年度 （屆數）   | 電視作品                                                                  |
| --------------- | ------------------------------------------------------------------------- |
| 2008 （第43屆） | 《日頭下‧月光光》／客家電視台                                             |
| 2008 （第43屆） | 《13響－客家青年築夢故事》／客家電視台                                    |
| 2008 （第43屆） | 《101 高峰會》／聯意製作股份有限公司                                      |
| 2008 （第43屆） | 《大愛全紀錄》／財團法人慈濟傳播人文志業基金會                            |
| 2008 （第43屆） | 《以藝術之名》／財團法人公共電視文化事業基金會                            |
| 2009 （第44屆） | 《一步一腳印 發現新台灣》／聯意製作股份有限公司                           |
| 2009 （第44屆） | 《Book TV》／東森電視事業股份有限公司                                     |
| 2009 （第44屆） | 《紀錄觀點》／財團法人公共電視文化事業基金會                              |
| 2009 （第44屆） | 《倒帶人生》／中華電視股份有限公司                                        |
| 2009 （第44屆） | 《情緒密碼》／ 諾耶廣告股份有限公司                                       |
| 2010 （第45屆） | 《驚艷台灣－生態保育誌》／尖端攝影綜藝有限公司                            |
| 2010 （第45屆） | 《深耕百年 創新台灣》／台灣電視事業股份有限公司                           |
| 2010 （第45屆） | 《爺奶搶時間》／財團法人公共電視文化事業基金會                            |
| 2010 （第45屆） | 《跟著能源去旅行》／聖工坊有限公司                                        |
| 2010 （第45屆） | 《綻放真台灣3》／美商國家地理頻道有限公司台灣分公司                       |
| 2011 （第46屆） | 《遙遠星球的孩子》／財團法人公共電視文化事業基金會                        |
| 2011 （第46屆） | 《紀錄觀點》／財團法人公共電視文化事業基金會                              |
| 2011 （第46屆） | 《行過八月八》／客家電視台                                                |
| 2011 （第46屆） | 《蒐藏生命風景》／大乙傳播事業有限公司                                    |
| 2011 （第46屆） | 《聚焦台灣》／新加坡商全球紀實有限公司台灣分公司                          |
| 2012 （第47屆） | 《最後島嶼—台灣防衛戰1950-1955》／中天電視股份有限公司                    |
| 2012 （第47屆） | 《TVBS看板人物》／聯意製作股份有限公司                                    |
| 2012 （第47屆） | 《台灣壹百種味道》／壹傳媒電視廣播股份有限公司                            |
| 2012 （第47屆） | 《紀錄觀點》／財團法人公共電視文化事業基金會                              |
| 2012 （第47屆） | 《部落行腳》／原住民族電視台                                              |
| 2013 （第48屆） | 《對焦國寶》／財團法人公共電視文化事業基金會                              |
| 2013 （第48屆） | 《台灣人在滿洲國》／中天電視股份有限公司                                  |
| 2013 （第48屆） | 《台灣親Nag、Nag、》（台灣親暱暱）／八方匯盈數位製作股份有限公司          |
| 2013 （第48屆） | 《愛悅讀》／財團法人慈濟傳播人文志業基金會                                |
| 2013 （第48屆） | 《聚焦全世界》／超級傳播股份有限公司                                      |
| 2014 （第49屆） | 《聚焦全世界》／超級傳播股份有限公司                                      |
| 2014 （第49屆） | 《TVBS看板人物》／聯意製作股份有限公司                                    |
| 2014 （第49屆） | 《大愛醫生館》／財團法人慈濟傳播人文志業基金會                            |
| 2014 （第49屆） | 《台灣菁英戰士：陸戰蛙人》／美商國家地理頻道有限公司台灣分公司            |
| 2014 （第49屆） | 《奮起台灣》／聯意製作股份有限公司                                        |
| 2015 （第50屆） | 《展翅的生命力》／生態主張數位影像有限公司                                |
| 2015 （第50屆） | 《TVBS看板人物》／聯意製作股份有限公司                                    |
| 2015 （第50屆） | 《探索新美台灣》／亮相館影像文化股份有限公司                              |
| 2015 （第50屆） | 《聚焦全世界》／東森電視事業股份有限公司                                  |
| 2015 （第50屆） | 《燃燒的鬥魂》／朝日國際文化事業有限公司                                  |
| 2016 （第51屆） | 《青春愛讀書》／財團法人慈濟傳播人文志業基金會                            |
| 2016 （第51屆） | 《吹過島嶼的歌》／財團法人原住民族文化事業基金會                          |
| 2016 （第51屆） | 《改變世界看我的~公視前進奇點大學實境秀》／財團法人公共電視文化事業基金會 |
| 2016 （第51屆） | 《黃梅行雨》／客家電視台、久藝傳播有限公司                                |
| 2016 （第51屆） | 《聚焦全世界》／東森電視事業股份有限公司                                  |

### 人文紀實節目獎（第52屆～至今）
| 年度 （屆數）   | 電視作品                                                                                       |
| --------------- | ---------------------------------------------------------------------------------------------- |
| 2017 （第52屆） | 《我存在-原住民影像紀錄》／財團法人原住民族文化事業基金會                                      |
| 2017 （第52屆） | 《台灣人沒在怕》／財團法人公共電視文化事業基金會、影動亞洲有限公司                             |
| 2017 （第52屆） | 《幸福校園計畫》／東臺傳播股份有限公司                                                         |
| 2017 （第52屆） | 《創業，有事嗎？》／客家電視台、穩來影藝事業有限公司                                           |
| 2017 （第52屆） | 《聚焦全世界》／東森電視事業股份有限公司                                                       |
| 2018 （第53屆） | 《極樂世界》／財團法人公共電視文化事業基金會                                                   |
| 2018 （第53屆） | 《少了一個之後－微光》／馬克吐溫國際影像有限公司                                               |
| 2018 （第53屆） | 《世界的教室和你想的不一樣》／三立電視股份有限公司                                             |
| 2018 （第53屆） | 《島嶼傳燈人》／中華電視股份有限公司、島嶼有光影像製作有限公司                                 |
| 2018 （第53屆） | 《藝術很有事》／財團法人公共電視文化事業基金會                                                 |
| 2019 （第54屆） | 《藝術很有事》／財團法人公共電視文化事業基金會                                                 |
| 2019 （第54屆） | 《吹過島嶼的歌》／財團法人原住民族文化事業基金會                                               |
| 2019 （第54屆） | 《我們的島 穿梭島嶼二十年》／財團法人公共電視文化事業基金會                                    |
| 2019 （第54屆） | 《農村的遠見》／寶花傳播有限公司                                                               |
| 2019 （第54屆） | 《樹說新語》／客家電視台、久藝傳播有限公司                                                     |
| 2020 （第55屆） | 《ivucung 誰謎了路》／財團法人原住民族文化事業基金會                                           |
| 2020 （第55屆） | 《世界新天目》／有時電影有限公司                                                               |
| 2020 （第55屆） | 《活力新故鄉》／客家電視台、八方匯盈數位製作股份有限公司                                       |
| 2020 （第55屆） | 《紀錄觀點》／財團法人公共電視文化事業基金會                                                   |
| 2020 （第55屆） | 《誰來晚餐 11》／財團法人公共電視文化事業基金會                                                |
| 2021 （第56屆） | 《不羈─臺灣百年流變與停泊》／十月影視有限公司                                                  |
| 2021 （第56屆） | 《巷弄裡的吉光片羽》／客家電視台                                                               |
| 2021 （第56屆） | 《活力新故鄉》／客家電視台、八方匯盈數位製作股份有限公司                                       |
| 2021 （第56屆） | 《群山之島與不去會死的他們》／叄喜映畫股份有限公司、財團法人公共電視文化事業基金會             |
| 2021 （第56屆） | 《藝術很有事》／財團法人公共電視文化事業基金會                                                 |
| 2022 （第57屆） | 《南島起源》／美商國家地理頻道有限公司台灣分公司                                               |
| 2022 （第57屆） | 《台語有影－紀錄片》／財團法人公共電視文化事業基金會-公視臺語台                                |
| 2022 （第57屆） | 《神之器》／客家電視台                                                                         |
| 2022 （第57屆） | 《登台之路》／若谷股份有限公司、闊世電影股份有限公司、財團法人中央通訊社、聯鑫行銷股份有限公司 |
| 2022 （第57屆） | 《極樂世界》／財團法人公共電視文化事業基金會                                                   |
| 2023 （第58屆） | 《南國啟示錄》／寶花傳播有限公司                                                               |
| 2023 （第58屆） | 《活力新故鄉》／客家電視台                                                                     |
| 2023 （第58屆） | 《師徒誌》／新加坡商全球紀實有限公司台灣分公司                                                 |
| 2023 （第58屆） | 《尋 miing 紀遺》／財團法人原住民族文化事業基金會                                              |
| 2023 （第58屆） | 《藝術很有事》／財團法人公共電視文化事業基金會                                                 |
| 2024 （第59屆） | 《群山之島與不去會死的他們2》／財團法人公共電視文化事業基金會、叄喜映畫股份有限公司            |
| 2024 （第59屆） | 《亞洲節拍心電圖：台北與北京的電音狂想》／飛望影像有限公司                                     |
| 2024 （第59屆） | 《穿越圓山秘境》／鏡文學股份有限公司、鏡電視股份有限公司                                       |
| 2024 （第59屆） | 《臺灣味》／視納華仁文化傳播股份有限公司                                                       |
| 2024 （第59屆） | 《藝術很有事》／財團法人公共電視文化事業基金會                                                 |
| 2025 （第60屆） |                                                                                                |
|                 |                                                                                                |
|                 |                                                                                                |
|                 |                                                                                                |
|                 |                                                                                                |

## 外部連結
- 廣播電視金鐘獎官方網站 （页面存档备份，存于）
- 歷屆電視金鐘獎得獎入圍名單 （页面存档备份，存于），文化部影視及流行音樂產業局